# یواس‌اس ابرن (آی‌دی-۳۸۴۲)
یواس‌اس ابرن (آی‌دی-۳۸۴۲) (به انگلیسی: USS Auburn (ID-3842)) یک کشتی بود که طول آن 417 ft 5 in بود. این کشتی در سال ۱۹۱۸ ساخته شد.